# Лошият Дядо Коледа 2
„Лошият Дядо Коледа 2“ (на английски: Bad Santa 2 е коледна черна трагикомедия от 2016 г. на режисьора Марк Уотърс, а сценарият е на Шона Крос и Джони Розънтал. Като самостоятелно продължение на „Лошият Дядо Коледа“ (2003), във филма участват Били Боб Торнтън, Кати Бейтс, Тони Кокс, Кристина Хендрикс и Брет Кели.
Снимките започват на 11 януари 2016 г. в Монреал, а премиерата му е на 23 ноември 2016 г. от Broad Green Pictures.